# レゴ ネックスナイツ
『レゴ ネックスナイツ』（Lego Nexo Knights）は、レゴシリーズのブロック玩具、およびアニメ作品。

## 概要
2016年2月19日より展開しているレゴシリーズ。位置づけとしてはお城シリーズの系譜にあたる。レゴシリーズとしては初のスマホ連動シリーズで、玩具やアニメ内で紹介されるシールドをスキャンすることによりネックスパワーを集めるという遊びができる。

## あらすじ

### シーズン1
中世の生活とデジタル技術が融合した世界・ナイトン王国。失敗続きの道化師ジェストロはある日、城の中の図書室で偶然しゃべる本を見つけた。
その本はモンスターの書と名乗り、彼をそそのかして極悪の書に触れさせてワルの道へと導いた。
それを知ったクレイをはじめとするネックスナイツ達はマーロック2.0らの指導を受け、モンスターの書とジェストロ率いるマグマモンスター軍団に立ち向かうのであった。

### シーズン2
ネックスナイツ達はマグマモンスター達からナイトン王国を守ったが、ジェストロとモンスターの書はまだ諦めていなかった。
そんな時、ナイツアカデミーの図書館から、かつてマーロックがモンストロックスのメガマグマ神殿を封印するのに使ったスノードームがモンスター達によって奪われる事件が発生。
悪のメガマグマ神殿を手に入れたジェストロとモンスターの書の逆襲が始まる。
そしてモンスターの書が魔法の書を欲した理由がいよいよ明らかになる。

### シーズン3
モンスターの書となっていたモンストロックスとの激戦に勝利し、平和を取り戻したナイトン王国。
クレイはアカデミーで生徒の指導、メイシーはモンスターが来たときに備えて村人たちと訓練、ランスはテレビ番組の司会、アーロンは競技場で記録に挑戦、アクセルは歌いながら料理するシェフ、それぞれの道を歩んでいた。
一方、元の姿に戻ったジェストロは気象予報士として活躍しながら、これまでしてきたワルな行いを謝罪する為王国中を回っていたが、どちらもうまくいっていなかった。
そんなジェストロの頭上に暗雲がたちこめる。この雲は倒したはずのモンストロックスであった。モンストロックスのカミナリを浴びたジェストロにワルの心が戻ってしまう。
ネックスナイツ達は、モンストロックスとジェストロが率いるロックモンスターと戦うことになった。

## 登場人物

### ネックスナイツ
ナイツアカデミーの卒業生たちで構成された部隊。
クレイ・モーリントン（Clay Moorington）
声 - 太田悠介
クレイモアソードで戦う生真面目な騎士。もともとは孤児だったが、努力を重ね、ネックスナイツの一員になった経緯がある。
騎士であることに誇りを持っているが、真面目ゆえ融通が効かず他の面々から煙たがれることも多い。
悪に染まる前のジェストロとは親友であった。
シーズン3でモンストロックスのイナズマを受けた事で、体が少しずつ石化する状態になってしまったため、常時バトルスーツを装着することになり、遂には全身が石化してしまう。
メイシー・ハルバート（Princess Macy Halbert）
声 - 内村史子
ナイトン王国の王女にして、ネックスナイツの一員。おしとやかにするより、パワーメイスを手に戦う方が好き。
ランス・リッチモンド（Lance Richmond）
声 - 菊池幸利
トラスティーランスを手にメカホースバイクに乗り戦うキザな騎士。
裕福な家に育ったため、優雅な戦士を目指しており、身だしなみにも気を遣う。ナルシストで自分の優雅さや人気取りの方を気にしてしまう。
アーロン・フォックス（Aaron Fox）
声 - 花倉洸幸
ネックスシールドをホバーシールドとして飛びながらブレイザーボーを武器に戦う弓の名手。
遊び好きで、スリルを求めるあまり安全性を軽視することが多い。
シーズン3では石化しつつある自分の代わりに新しいリーダーになってほしいとクレイに何度も説得され、クレイが完全に石化した際にマーロックから新リーダーに任命される。
日本版では関西弁で話す。
アクセル（Axl）
声 - 橘諒
大型斧を武器とする戦士で、怪力が自慢。食いしん坊であり、食べ物目当てで戦っていることが多い。ギターのような楽器を弾き、歌うシェフとも呼ばれている。
アクセリーナという妹がいる。

#### 仲間たち
マーロック / マーロック2.0（Merlok 2.0）
声 - 相馬康一
ナイトン王国唯一の魔術師だったが、自爆魔法でバラバラになり王国のシステムと一体化し3Dホログラム化、「マーロック2.0」となった。
剣型データ移動装置『データカリバー』によってフォートレックスの中枢システムに移行される。
城の図書館タワーにメモリーのバックアップをとっているが、シーズン3最終話でモンストロックスの襲撃により破壊されてしまうものの、ミニトレックスにデータを移していたため完全破壊は免れた。
アヴァ・プレンティス（Ava Prentis）
声 - 日野まり
ナイツアカデミーの新入生。デジタル技術に明るく、その能力を生かしてマーロック2.0の補佐にあたっている。
ロビン・アンダーウッド（Robin Underwood）
声 - 篠田みなみ
ナイツアカデミーの新入生。機械類の製造に長けており、いつかネックスナイツの一員として戦うことを夢見ている。
ハルバート王（King Halbert）
声 - 利根健太朗
ナイトン王国の王で、メイシーの父親。メイシーには御淑やかにしてほしいと思っており、ネックスナイツに所属していることは否定的。
ハルバート女王（Queen Halbert）
声 - 斎藤楓子
ナイトン王国の女王で、メイシーの母親。王よりも武闘派。
ハーブ・ハーバートソン（Herb Herbertson）
声 - 利根健太朗
ナイトン・ニュース・ネットワークの男性アナウンサー。
シーズン3でランスがメイン司会者に抜擢された時に左遷させられるが、ランスがネックスナイツの活動を再開して番組を降板させられた後に復帰する。
アリス・スクワイアーズ（Alice Squires）
声 - 日野まり
ナイトン・ニュース・ネットワークの女性アナウンサーのロボット。
ハーブの事は快く思っていないらしく、シーズン3で彼が降板したときは喜んでいた。
ハムレッタ（Hamletta）
ランスがモンスターに捕まった時に一緒にいた豚で、ランスが気に入りその後も一緒にいる。
ブリックランド校長
声 - 宮本誉之
ネックスアカデミー校長。
ジョナー・タイトワッド（Jorah Tightwad）
声 - 柳繁之
王国の富豪。
ナマイキーナイツ（The Tighty Knighties）
声 - 八代拓（ケンサバキー）、白井悠介（ヒーハー）、内田彩（トンガッテルー）、拝真之介（ゴッツイ）
タイトワッド所属の4人の騎士。剣士のゴイスー・ケンサバキー（Shia LaBlade）、イケメンのイケテルン・ヒーハー（Jousting Bieber）、槍使いのマエガミ・トンガッテルー（Brickney Spears）、怪力のザ・ゴッツイ（The Block）。
実力はあるもののあくまでショーとしてのパフォーマンスであり、実戦では全く役に立たなかった。
ジョークス・ナイトリー（Jokes Knightly）
声 - 斎藤寛仁
コメディアン。裏切りの書で他の芸人から笑いを奪っていた。
ユルゲン
声 - 柳繁之
映画監督。ネックスナイツの映画を撮るためにランスにドローンを渡す。

#### ロボット
家来ビット（Squirebot）
声 - 大谷幸司、久山卓也、杉山洋介、ねづたくみ
ナイトン王国で従事するロボットたち。
デニス（Lancebot Dennis）
声 - 柳田淳一
ランスに仕える白い家来ビット。
ロビット・フッドのファンで、シーズン3でランスの元を離れロビット・フッドと行動を共にする。アニメでは放映されていないが、シーズン5ではモンストロックスのウイルスに感染、ランスと敵対してしまう。
料理長エクレア（Chef Eclair）
フォートレックスのキッチン担当のシェフビット。
ムッシュ・ファンシー（Fancypants）
声 - 八木隆典
ハルバート王に仕える家来ビット。
ロビット・フッド
ロックウットの森で、金持ちから金を奪い貧しい家来ビットを助けている義賊。
モンストロックスにプログラムを書き換えられナイツのシールドを盗む。
ハンマーリン町長
ハンマーの町の女性町長。

### ヴィラン
ジェストロ（Jestro）
声 - 野村大地
元は気弱なナイトン王国の王室道化師でありクレイの友人だったが、モンスターの書に唆され極悪の書を触ったことにより悪に染まる。気弱だが､心優しい性格である善人｡
日本語版ではおどおどした口調、悪人の口調、お姉口調のいずれかのしゃべり方をする。
シーズン3ではモンスターの書から解放され、お天気予報士となっていたが、モンストロックスによってイナズマを浴びせられ再び悪へと染まってしまう。
アニメ未放送のシーズン5ではネックスナイツに協力、初めて味方となる。
モンスターの書（Book of Monsters）
声 - 高橋伸也
マーロックの図書に封印されていた邪悪な喋る本。モンスター召喚の呪文等が書かれており、ジェストロを唆し悪事を働く。
魔法の書を食べることで更に強力な召喚術を行うことができる。
基本的には冷酷で狡猾な性格だが､ジョークやボケを言ったり、辞典とデートしたことがある等、お茶目でコミカルな一面を持つ｡
実は彼自身が最強最悪のモンスター、モンストロックスであり、かつてマーロックによって12の魔法の書に分けて封印されていた。また、昔はマーロックと同じ魔術師だった｡
日本語版の一人称は「我が輩」。
モンストロックス（Monstrox）
悪の魔法使い。大昔、魔術師評議会の一員であったが、邪悪な魔法シークレットパワーを見つけ悪の道へ進むが、マーロックに負けシークレットパワーを封印された。
雲モンスター・モンストロックス（Cloud of Monstrox）
ネックスナイツに倒されたはずであったが、邪悪な雲の姿となって復活。イナズマを浴びせることで、善人を悪人に変え石像をロックモンスターにして操ることができる。
力を大きく消耗したり、内側から破壊されたりする等の理由で、本に乗り移って一時的にモンスターの書だった頃の状態に戻ることがある。
マグマモンスターに協力を拒否されて町から追い出された際、かなり傷つき落ち込んでいた。
マーロック2.0のメモリーの破壊を成功させるものの、アーロンの気転で雲の身体を維持できなくなり本に戻る。
ロベルト・アーノルディ
声 - 鳴海崇志
ナイトン王国に恨みを持っている彫刻家。言われた言葉の通りの物を作る｡
ハルバート王から言われた言葉通りに作った石像が原因で怒ったハルバート王が追放したため困窮していた所を、モンストロックスとジェストロに出会い彫刻をデザインすることになる。
日本語版の口癖は｢〜ザマス」。

#### マグマモンスター
ジェストロがモンスターの書から召喚されるマグマのモンスター｡倒されるとモンスターの書の口の中に入るように戻り、再び召喚できる｡基本的に凶暴だがコミカルな所もあり少々抜けている｡
シーズン3ではメガマグマ神殿崩壊後、モンストロックスと決別して炎に包まれた町バーニンガムで平和に暮らしている。
図書係（Book Keeper）
モンスターの書を運ぶために召喚されたモンスター。頭が弱く、他のモンスターと異なり戦闘に出ることはない。
シーズン3でしゃべれる事が判明した。
スパークス（Sparkz）
一つ目の大型モンスター。
バーンジー（Burnzie）
声 - 野村大地
大型のマグマモンスター。
グロブリン（Globlins）
ボールのような小型のマグマボール。
スカリー（Scurrier）
小型のマグマモンスター。
ビーストマスター（Beast Master）
声 - 利根健太朗
モンスター達を従えるために召喚された。グロブリンを両腕の鎖で繋いでいる。
スパイダーグロブリン（Spider Globlins）
蜘蛛のような姿のグロブリン。
ウィパレラ（Whiparella）
声 - 斎藤楓子
恐怖の書から出現した下半身が蛇の姿の女マグマモンスター。両腕の鞭を打たれると相手の恐怖を見つけ悪夢を見せることができる。
ラバリア（Lavaria）
声 - 日野まり
スパイ専門の女マグマモンスター。
フレイマ（FLAMA）
声 - 斎藤楓子
マグマソルジャー。
偽ネックスナイツ
偽りの書でモンスター達をネックスナイツに変身させた姿。
マグマー将軍（GENERAL MAGMAR）
かつてモンストロックスの右腕だったマグマモンスター隊長。戦術のプロ。
シーズン3ではバーニンガムの町長となっていた。
モルター（MOLTOR）
マグマソルジャー。

#### ロックモンスター
石や石像にモンストロックスのイナズマによって意思を持ったモンスター｡倒されてもモンストロックスのイナズマをもう一度うけることで復活することができる｡
モンストロックス曰く「頭も石」｡
ガーゴイル（GARGOYLES）
元はゴーリア村にあった石像で、空を飛ぶことができるロックモンスター。
ローグル（ROGUL）
シークレットパワーを宿しているロックモンスター。元はシークレットパワーの石版を封印していた石像。
ヒルダ、イングリッド、ウルリカ
声 - 永峰遙（イングリッド）
ひったくりが得意だったかつてのモンスロトックスの部下。封印されていた所をガーゴイル型ロックモンスターとして復活する。
グリムロック
かつてのモンストロックスが率いていたモンスターで、マーロックに封印されていたがロックモンスターとして復活する。
ゴロツキ3兄弟（THE THREE BROTHERS）
かつて魔術師評議会をも倒しかけたロックモンスター達。
ルーグ（ROOG）
怒りっぽく動きが素早く、早すぎて魔法すら避けることができる。
ブルンド / ブルンドロックドーザー
歴史上凄いデカい戦士で、痛みを全く感じない。掘り起こされた時に頭だけになってしまったが、アーノルディが車輪を付けて自走できるようにした。
リークス（REEX）
声 - 柳田淳一
戦術のプロで、ハンマーで攻撃させたらこの世で右に出る者はいない。
ルイナ・ストーンハート
かつてのモンスロトックスの部下で、長い間封印されていたがロックモンスターとして復活する。
持っている杖や、頭からビリビリの力を使うことができる。
日本未放送のシーズン4にて、元は人間の魔法使いにして、マーロックの妹、そしてクレイの母親であったことが判明。

## メカニック

### ネックスナイツのメカ
移動城塞フォートレックス
ネックスナイツ専用移動基地。元はハルバート王の愛車であったものをアヴァとロビンが改造した。住居区画やホログラムトレーニングルーム、キッチンなども備えられている。
4in1（フォー・イン・ワン） マルチソードライド
3人乗りの合体マシン。中央の剣型飛行マシン『ソードフライヤー』にクレイが搭乗し、左右の二輪バイク『フロントスピーダー』にメイシーとアクセルがそれぞれ搭乗する。
メカホースバイク
馬型マシンからバイクに変形可能なランス専用マシン。デニスが同乗することもある。
バトルメカ ブラックナイツ
ロビンが作った人型バトルメカ。ネックスパワーをハッキングすることで力を発揮する。
ハルバート王のバトルメカ
ハルバート王専用の人型バトルメカ。
メイシーのサンダーメイスバギー
メイシー専用の三輪バギー。
エアロストライカーV2
アーロン専用の飛行機。アーロンビットを分離できる。
出撃! パワーバトルキャリアー
アクセル専用の六輪車。後部に武装装備の書庫コンテナ、ブックロックを搭載。
ミニトレックス
ロビンがコスプレ大会用に作ったフォートレックスのミニサイズ戦車。マーロック2.0を移動させる際にも使用している。
クレイのファルコンファイター
クレイ専用の新型戦闘機。
ランスのツインランサーストライク
ランスの新型専用車。コクピット部が分離可能。
バトルスーツ
ネックスナイツ用の人型バトルメカ。それぞれ専用武器を持ち、シールドは単独でコンボネックスパワーが使用できる。
ネックスフォーウイング
メイシー用のドラゴン型飛行メカ。通称ホットスパー。バトルスーツとの合体も可能。

### ヴィランのメカ
ジェストロのマグマ戦車
ビーストマスターが作り出したジェストロ専用の戦車。モンスター達が牽引するため速度は鈍いが、車輪にグロブリンが取り付くことで速度を上げることができる。
シーズン3でローグルがうっかり触れた事で腐食してしまい破壊される。
ガブガブ・グロブリンライダー
ビーストマスター専用のグロブリンを繋いだライダー型戦車。
悪のメガマグマ神殿
ジェストロが本拠地にする神殿。元はモンストロックスの神殿でマーロックがスノードームに封印してアカデミーの図書館に安置していたがジェストロに奪われ復活する。
シーズン3ではモンスターの書を倒した後、リッチモンド家の資金でメガマグマ・アミューズメント・パークに生まれ変わる。
マグマ・タワーアタック
マグマー将軍専用のタワー型戦車。
破壊要塞ギガントロックス
アーノルディが製作した移動要塞。アーノルディの発想で頭髪部は飛行メカとなる。
ガギヅメガーゴローラー
アーノルディが製作したルイナ専用のオリ付き馬車。

## 用語
ネックスパワー（NEXO POWERS）
マーロック2.0がネックスナイツ達に与える特殊な力であり、シールドを上に向けるとパワーがダウンロードされ、特殊な攻撃が使えるようになる。
第6話でアーマーが改造され、ネックスパワーで鎧がウルトラアーマーに変形できるようになる。
アプリでは、アニメや玩具、公式サイトや日本未発行のマガジン等にあるシールドマークをスキャンすることにより様々なパワーを使えるようになる。ただし一部マークはスキャンできないダミーになっている。
コンボ・ネックスパワー（COMBO NEXO POWERS）
ロックモンスターに対抗し、3つのシールドを合わせネックスパワーを組み合わせて使用するパワー。しかし必ずしも有効な組み合わせができるとは限らず、失敗する可能性も高い。
シークレットパワー
石版に封印されたモンストロックスの邪悪な魔法。モンストロックスの杖に嵌めて使い、サンダーストロックス山にある石柱にインストールする。
シークレットパワーは全部で10種類あり、全部集めることで石柱の下に封印されている巨大モンスターを復活させ、ナイトン王国を完全破壊することがモンストロックスの最終目標である。
カビカビサビサビー、ポイズンアップル、バラバラハシラー、バーニング・メラメラーがこれに該当する。

## 4D映画
『レゴ ネックスナイツ 4Dムービー』（LEGO NEXO KNIGHTS 4D Movie: The Book of Creativity）は、2016年6月1日にお台場のテーマパーク「レゴランド・ディスカバリー・センター東京」で限定公開された4Dシアター用ショート映画。

## テレビアニメ
アメリカでは2016年1月よりカートゥーン ネットワークで、日本では2016年6月よりテレビ東京系列レゴタイム枠で放送。
2016年12月3日より『ニンジャもナイツも大集合！クリスマスが待ちきれない祭！！』と題して特番放送され、引き続き第3シーズンが2017年3月11日まで放送された。
シーズン4の日本版は放送未定。

### スタッフ

#### 制作スタッフ
- 原作・製作著作 - レゴグループ
- 企画開発 - トミー・アンダーセン、サミュエル・トーマス・ジョンソン、マーティン・デルスガード、ハイジ・ラスチャウ・ニールセン
- ストーリー&コンセプト開発 - デイヴ・オズボーン、ストゥ・ガンブル
- シリーズディレクター - デイヴ・オズボーン
- シリーズ構成 - マーク・ホフマイア
- ストーリーボード監修 - ミクロス・ウェイガート
- アートディレクター - ニクラス・クラウ・アンダーソン
- キャラクターアーティスト - ナナ・リー、トレバー・ホワイト
- ビークル/プロップ/ウェポンアーティスト - マーク・バットン
- CG監修 - ポール・バスケ
- VFX総監修 - ジョン・ハーヴェイ
- 編集 - アダム・ダイモンド
- 音楽 - トム・ベイリー、ジェームズ・ゴスリン
- 音楽監修 - ハーマイオニー・ロス
- 録音監督 - マイケル・ドノヴァン
- プロデューサー - ピーター・グリフィス
- 製作総指揮 - トルステン・ジェイコブセン、オレ・ホルム・クリステンセン、マーク・ホフマイア、マッズ・マンク
- アニメーション制作 - M2 ENTERTAINMENT

#### 日本語版スタッフ
- プロデューサー - 遠藤哲哉、古屋成史、齋藤広明、須藤晴彦
- 脚色・演出・音響監督 - 田中亮
- 翻訳 - 安本熙生
- 音楽プロデューサー - 武澤啓之
- 録音調整 - 藤原淳平
- 録音アシスタント - 熊谷翔太
- 録音スタジオ - プロセンスタジオ
- 音響制作 - ダックスプロダクション
- 編集スタジオ - エムジェイスタジオ、中尾達也

### 主題歌
オープニングテーマ「STAND UP」
エンディングテーマ「今だ！パワーチャージ！」
歌 - D-51（ディーゴーイチ）
テーマソング「Unbreakable」
歌 - カーパーク・ノース
この曲の日本語カバー曲がエンディングテーマになっている。

### シーズン1
| 話数 | 話数 (邦) | サブタイトル (原題)                                            | 脚本                     | ストーリーボード                                                         | 演出                                              | 放送日(日)     | 放送日(米)      |
| ---- | --------- | -------------------------------------------------------------- | ------------------------ | ------------------------------------------------------------------------ | ------------------------------------------------- | -------------- | --------------- |
| #1   | #1        | 誕生！5人のネックスナイツ (The Book of Monsters - Part 1)      | マーク・ホフマイア       | ベン・ルイス ロバート・ネルソン ルディ・メルテン アミン・ファラマザヤン  | ストゥ・ガンブル                                  | 2016年 6月11日 | 2015年 12月13日 |
| #2   | #2        | チャージせよ！ネックスパワー！ (The Book of Monsters - Part 2) | マーク・ホフマイア       | ミクロス・ウェイガート ジェリー・フォーダー バレンティーナ・デイミグリオ | ジェリー・フォーダー                              | 6月18日        | 2015年 12月13日 |
| #3   | #3        | 発進！移動城塞フォートレックス！ (The Power of Merlok)         | アーニー・アルトバッカー | ルーガルー                                                               | ストゥ・ガンブル                                  | 6月25日        | 2016年 1月13日  |
| #4   | #4        | バトル！マグマ戦車を倒せ！ (The Knights Code)                  | アンドリュー・ロビンソン | ジュリー・フォークナー ミクロス・ウェイガート                            | ジェリー・フォーダー                              | 7月2日         | 1月14日         |
| #5   | #5        | 倒せ！悪夢のモンスター！ (Fright Knight)                       | ジョン・デレブラニー     | アルフレド・カッサーノ                                                   | ストゥ・ガンブル                                  | 7月9日         | 1月15日         |
| #6   | #6        | 競演！？ムービースター対決 (The Golden Castle)                 | アーニー・アルトバッカー | アレサンドラ・ソレンティーノ                                             | ジェリー・フォーダー                              | 7月16日        | 3月3日          |
| #7   | #7        | 脱出！いつわりの迷路 (The Maze of Amazement)                   | アンドリュー・ロビンソン | アルフレド・カッサーノ                                                   | ストゥ・ガンブル ジェーン・ポール・バーミューレン | 7月23日        | 3月10日         |
| #8   | #8        | 謎のバトルメカ！ブラックナイツ (The Black Knight)              | ジョン・デレブラニー     | アレサンドラ・ソレンティーノ                                             | ジェリー・フォーダー                              | 7月30日        | 3月17日         |
| #9   | #9        | 非常事態！とらわれたナイツたち (The Book of Total Badness)     | マーク・ホフマイア       | ゲイリー・ハースト アルフレド・カッサーノ                                | ストゥ・ガンブル ジェーン・ポール・バーミューレン | 8月6日         | 3月24日         |
| #10  | #10       | 決戦！王国をかけた戦い (The Might and the Magic)               | マーク・ホフマイア       | ミクロス・ウェイガート                                                   | ジェリー・フォーダー                              | 8月13日        | 3月24日         |

### シーズン2
| 話数                                              | 話数(邦) | サブタイトル (原題)                                                   | 脚本                     | ストーリーボード             | 演出                                              | 放送日(日)     | 放送日(米)     |
| ------------------------------------------------- | -------- | --------------------------------------------------------------------- | ------------------------ | ---------------------------- | ------------------------------------------------- | -------------- | -------------- |
| #13                                               | #11      | よみがえる！悪のメガマグマ神殿 (Back to School)                       | マーク・ホフマイア       | ミック・ハリソン             | ストゥ・ガンブル ジェーン・ポール・バーミューレン | 2016年 8月20日 | 2016年 8月13日 |
| #14                                               | #12      | 強奪！ランスの全財産 (Greed is Good?)                                 | マーク・ホフマイア       | アルフレド・カッサーノ       | ジェリー・フォーダー                              | 8月27日        | 2016年 8月13日 |
| #15                                               | #13      | 大激闘！コスプレ・マンガ祭 (The Book of Obsession)                    | アーニー・アルトバッカー | ゲイリー・ハースト           | ストゥ・ガンブル ジェーン・ポール・バーミューレン | 9月3日         | 2016年 8月13日 |
| #16                                               | #14      | 見逃すな！ゴイスーな剣サバキ (The Kings Tournament)                   | ジョン・デレブラニー     | ロバート・ネルソン           | ジェリー・フォーダー                              | 9月10日        | 9月10日        |
| #17                                               | #15      | 気をつけろ！激辛トウガラシ攻撃 (Monster Chef)                         | デビッド・マクダーモット | アルフレド・カッサーノ       | ジェーン・ポール・バーミューレン                  | 9月17日        | 9月17日        |
| #18                                               | #16      | 敵襲！ウキウキホテルでいじわるバトル！ (Knight Out)                   | アーニー・アルトバッカー | アレサンドラ・ソレンティーノ | ジェリー・フォーダー                              | 9月24日        | 9月24日        |
| #19                                               | #17      | 脅威！ゲロゲロみどりウイルス (Saturday Knight Fever)                  | マーク・ホフマイア       | ミクロス・ウェイガート       | ジェーン・ポール・バーミューレン                  | 10月1日        | 10月1日        |
| #20                                               | #18      | 笑撃！ジェストロ、ギャグ100連発！！ (Open Mic Knight)                 | ジョン・デレブラニー     | アルフレド・カッサーノ       | ジェリー・フォーダー                              | 10月8日        | 10月8日        |
| #21                                               | #19      | 最恐最悪！モンスターの書の正体 (The Fortrex and the Furious)          | マーク・ホフマイア       | ヴィヴェク・カランディカー   | ディパン・ガジャール                              | 10月15日       | 10月15日       |
| #22                                               | #20      | 最終決戦！ネックスナイツVSモンスターの書 (Kingdom of Heroes)          | マーク・ホフマイア       | ヴィヴェク・カランディカー   | ディパン・ガジャール                              | 10月22日       | 10月22日       |
| 2016年シリーズの総集編＆シーズン1の特別エピソード |          |                                                                       |                          |                              |                                                   |                |                |
|                                                   | #21      | モンスターの書、現る！                                                |                          |                              |                                                   | 12月3日        | -              |
|                                                   | #22      | 取り戻せ！俺たちのジェストロ                                          |                          |                              |                                                   | 12月10日       | -              |
| #11                                               | #23      | とっておき！昔なつかしエピソード(前編) (Knights of the Realm: Part 1) |                          |                              |                                                   | 12月17日       | [ 6 ]          |
| #12                                               | #24      | とっておき！昔なつかしエピソード(後編) (Knights of the Realm: Part 2) |                          |                              |                                                   | 12月24日       | [ 6 ]          |

### シーズン3
| 話数 | 話数 (邦) | サブタイトル (原題)                                             | 脚本                     | ストーリーボード                                                                               | 演出                                                | 放送日(日)    | 放送日(米)    |
| ---- | --------- | --------------------------------------------------------------- | ------------------------ | ---------------------------------------------------------------------------------------------- | --------------------------------------------------- | ------------- | ------------- |
| #23  | #25       | ワルの新時代、はじまる！ (The Cloud)                            | マーク・ホフマイア       | コリン・ホワイト                                                                               | アラン・シンプソン                                  | 2017年 1月7日 | 2017年 2月4日 |
| #24  | #26       | セット・オン！正義のコンボ・ネックスパワー (A Little Rusty)     | マーク・ホフマイア       | セシャコーン・チャオルア ブーニャダ・ジトマヒマ                                                | ジェリー・フォーダー                                | 1月14日       | 2月11日       |
| #25  | #27       | ぶっとびアーティスト、アーノルディざます！ (Mount Thunderstrox) | マーク・ホフマイア       | セシャコーン・チャオルア ブーニャダ・ジトマヒマ                                                | ジェーン・ポール・バーミューレン                    | 1月21日       | 2月18日       |
| #26  | #28       | 地味にすごい！破壊要塞ギガントロックス (Rotten Luck)            | マーク・ホフマイア       | アルシャド・ミルツァ                                                                           | ジェリー・フォーダー                                | 1月28日       | 2月25日       |
| #27  | #29       | 正義の大泥棒、ロビット・フッド (Storm over Rockwood)            | マーク・ホフマイア       | ヴィヴェク・カランディカー ラーフル・ニムボーカー                                              | ジェーン・ポール・バーミューレン                    | 2月4日        | 3月4日        |
| #28  | #30       | どけどけ！オラたちゴロツキ3兄弟 (Miner Setback)                 | マーク・ホフマイア       | ゲイリー・ハースト リー・ハクスタブル ベネディクト・ルイス マーク・アーヌル デヴィッド・ヤング | ジェリー・フォーダー                                | 2月11日       | 3月11日       |
| #29  | #31       | ジェストロの芸術は爆笑だ！ (Knight at the Museum)               | マーク・ホフマイア       | アルシャド・ミルツァ                                                                           | ジェーン・ポール・バーミューレン                    | 2月18日       | 3月18日       |
| #30  | #32       | マグマー！熱すぎる再会 (Hot Rock Massage)                       | アーニー・アルトバッカー | ルイス・ヒュバート                                                                             | ジェリー・フォーダー                                | 2月25日       | 3月25日       |
| #31  | #33       | さよならクレイ、ヒーローの最期 (Rock Bottom)                    | マーク・ホフマイア       | ゲイリー・ハースト ベネディクト・ルイス リー・ハクスタブル デヴィッド・ヤング                  | ジェーン・ポール・バーミューレン アラン・シンプソン | 3月4日        | 4月8日        |
| #32  | #34       | 空中決戦！新リーダーはまさかの俺やで！ (In Charge)              | マーク・ホフマイア       | ゲイリー・ハースト マーク・アーヌル                                                            | ジェリー・フォーダー                                | 3月11日       | 4月8日        |

### シーズン4 (日本未放送)
シーズン4の日本版は放送未定。
| 話数 | サブタイトル (原題)                | 脚本 | ストーリーボード | 演出 | 放送日(日) | 放送日(米)     |
| ---- | ---------------------------------- | ---- | ---------------- | ---- | ---------- | -------------- |
| #33  | Weekend at the Halberts'           |      |                  |      | 未放送     | 2017年 8月21日 |
| #34  | The Gray Knight                    |      |                  |      | 未放送     | 8月22日        |
| #35  | The Good, the Bad and the Tightwad |      |                  |      | 未放送     | 8月23日        |
| #36  | In his Majesty's Secret Service    |      |                  |      | 未放送     | 2月24日        |
| #37  | The Stranger in the Halps          |      |                  |      | 未放送     | 8月25日        |
| #38  | Krakenskull                        |      |                  |      | 未放送     | 8月28日        |
| #39  | Heart of Stone                     |      |                  |      | 未放送     | 8月29日        |
| #40  | Between a Rock and a Hard Place    |      |                  |      | 未放送     | 8月30日        |
| #41  | March of the Colossus              |      |                  |      | 未放送     | 8月31日        |
| #42  | The Fall                           |      |                  |      | 未放送     | 9月1日         |

### 放送局
| 放送期間                                          | 放送時間          | 放送局         | 対象地域       | 備考             |
| ------------------------------------------------- | ----------------- | -------------- | -------------- | ---------------- |
| 2016年6月11日 - 10月22日 12月3日 - 2017年3月11日  | 土曜 9:30 - 10:00 | テレビ東京     | 関東広域圏     | 制作局           |
|                                                   |                   | テレビ北海道   | 北海道         |                  |
|                                                   |                   | テレビ愛知     | 愛知県         |                  |
|                                                   |                   | テレビ大阪     | 大阪府         |                  |
|                                                   |                   | テレビせとうち | 岡山県・香川県 |                  |
|                                                   |                   | TVQ九州放送    | 福岡県         |                  |
| 2016年6月26日 - 11月13日 12月25日 - 2017年4月16日 | 日曜 9:30 - 10:00 | アニマックス   | 日本全域       | リピート放送あり |

- シーズン1ではカートゥーンネットワークが先行放送していたが、シーズン2で日米ほぼ同時期の放送、シーズン3で日本先行放送となる。
- シーズン4は日本での放送がないため、未放送となっている。
- 文字放送を実施。テレビ東京では、クレイのセリフは黄色、メイシーのセリフは青色、アニマックスではランスのセリフは緑色、その他の人物は白で表示される。

## Webアニメ
レゴ公式サイトで配信。
| 話数 | 米題                                      |
| ---- | ----------------------------------------- |
| 1    | ALLIANCE OF THE FORTREX                   |
| 2    | JESTRO THE BAD... THE REALLY, REALLY BAD! |
| 3    | GOOD KNIGHT CLAY MOORINGTON               |
| 4    | LUCKY TO BE LANCE                         |
| 5    | SIR AXL THE EVER-HUNGRY                   |
| 6    | JOUST GAMES                               |
| 7    | A DAY IN THE LIFE OF MACY                 |
| 8    | BIG IDEAS FROM A LITTLE ROBIN             |

| サブタイトル                                     | 米題                                        |
| ------------------------------------------------ | ------------------------------------------- |
| クレイ：ネックスナイツのヒーロー                 | CLAY – LIVE BY THE CODE                     |
| ランス：カッコイイというブキもある               | LANCE – SMILE WHILE YOU FIGHT               |
| メイシー：プリンセスよりもバトル                 | MACY – NOT YOUR TYPICAL PRINCESS            |
| アーロン：スリルがないとはじまらない             | AARON – EXTREME THRILL SEEKER               |
| アクセル：どんな時でもハラペコ                   | AXL – HUNGRY FOR ACTION                     |
| マーロック2.0：デジタル魔術師                    | MERLOK 2.0 - OLD WIZARD, NEW TRICKS         |
| ジェストロ：悪になった理由は？                   | JESTRO - IT’S GOOD TO BE BAD.               |
| モンスターの書：はじめからおわりまで悪、悪、悪。 | BOOK OF MONSTERS - EVIL FROM COVER TO COVER |
|                                                  | BOOK OF MONSTERS: BEAST MASTER              |
| BOOK OF MONSTERS: WHIPERELLA                     |                                             |
| BOOK OF MONSTERS: GLOBLINS                       |                                             |
| BOOK OF MONSTERS: GENERAL MAGMAR                 |                                             |
| BOOK OF MONSTERS: BURNZIE AND SPARKKS            |                                             |

| サブタイトル                                                                 | 米題                    |
| ---------------------------------------------------------------------------- | ----------------------- |
| ランス ネックスナイツのこころえ 公式サイト表題「動画をみてパワーをゲット！」 | CHAMPION OF CHIVALRY    |
|                                                                              | JOUST GAME ON AARON!    |
| MACY’S PARADE                                                                |                         |
| BRAVE AND BOLD (AND SHORT) SIR ROBIN                                         |                         |
| マーロックのホウキ！？                                                       | BROOM OF DOOM           |
| アーロン 部屋きたない！                                                      | REMOTE CONTROL          |
|                                                                              | TALE OF THE NEXO POWERS |
| スクープ！メイシー姫、大あばれ！                                             | ROYAL BRAWL             |
| 城を守れ                                                                     | DEFEND THE CASTLE       |
| 攻撃して救出しろ                                                             | ATTACK AND RESCUE       |
|                                                                              | QUICK SAND              |
| アクセル、パワフルライブ！ 公式サイト表題「ロックンロール」                  | ROCK'N'ROLL             |
| クレイ ヘビを克服？ 公式サイト表題「スネイク・エリアー」                     | SNAKE DEN               |
| メイシー キラーラビットと逆襲 公式サイト表題「自然の力」                     | FORCE OF NATURE         |
| ランスの新作映画？ 公式サイト表題「スターフォール」                          | STAR FALL               |
| ロビン 迷子になる？ 公式サイト表題「ファイヤー・フライ」                     | FIRE FLIES              |
| 天才アヴァのパワージャック！？ 公式サイト表題「大ピンチ」                    |                         |
| アクセルの大食い大会！ 公式サイト表題「サメの襲撃」                          | SHARK ATTACK            |
| ジェストロのネックスパワー！？ 公式サイト表題「様変わり」                    | TRANSFORMATION          |

日本語サブタイトルのないものは、日本語サイトで未公開。

## スマホゲーム
『レゴネックスナイツ：マーロック2.0』
2016年2月9日より配信のiOS/Android向けアプリ。

## レゴ ラインナップ
- 70310 ナイトンディスクシューター（Knighton Battle Blaster）
- 70311 恐怖のマグマシューター（Chaos Catapult）
- 70312 メカホースバイク（Lance's Mecha Horse）
- 70313 マグマ・ブンブンスマッシュ（Moltor's Lava Smasher）
- 70314 ガブガブ・グロブリンライダー（Beast Master's Chaos Chariot）
- 70315 4IN1 マルチソードライド（Clay's Rumble Blade）
- 70316 ジェストロのマグマ戦車（Jestro's Evil Mobile）
- 70317 移動城塞フォートレックス（The Fortrex）
- 70318 マグマショットローラー（The Glob Lobber）
- 70319 メイシーのサンダーメイスバギー（Macy's Thunder Mace）
- 70320 エアロストライカーV2（Aaron Fox's Aero-Striker V2）
- 70321 マグマ・タワーアタック（General Magmar's Siege Machine of Doom）
- 70322 出撃! パワーバトルキャリアー（Axl's Tower Carrier）
- 70323 悪のメガマグマ神殿（Jestro's Volcano Lair）
- 70324 マーロック2.0のパワータワー（Merlock's Library 2.0）
- 70325 歩く牢獄インフェルノックス（Infernox Captures the Queen）
- 70326 バトルメカ ブラックナイツ（The Black Knight Mech）トイザらス限定
- 70327 ハルバート王のバトルメカ（The King's Mech）
- 30371 ミニバイクキット Knight's Cycle トイザらスキャンペーン限定
- 30372 Robin's Mini Fortrex
- 30373 Knighton Hyper Cannon
- 30374 The Lava Slinger

- 70330 シールドセット クレイ（ULTIMATE Clay）
- 70331 シールドセット メイシー（ULTIMATE Macy）
- 70332 シールドセット アーロン（ULTIMATE Aaron）
- 70333 シールドセット ロビン（ULTIMATE Robin）
- 70334 シールドセット ビーストマスター（Ultimate Beast Master）
- 70335 シールドセット ラバリア（ULTIMATE Lavaria）
- 70336 シールドセット アクセル（ULTIMATE Axl）
- 70337 シールドセット ランス（ULTIMATE Lance）
- 70338 シールドセット マグマー将軍（Ultimate General Magmar）
- 70339 シールドセット フレイマ（ULTIMATE Flama）
- 70347 ナイトンキャノンアタッカー （King's Guard Artillery）
- 70348 ランスのツインランサーストライク （Lance's Twin Jouster）
- 70349 カギヅメガーゴローラー （Ruina's Lock & Roller）
- 70350 ブルンドロックドーザー （The Three Brothers）
- 70351 クレイのファルコンファイター （Clay's Falcon Fighter Blaster）
- 70352 破壊要塞ギガントロックス （Jestro's Headquarters）
- 70353 ヘリゴイル（THE HELIGOYLE）
- 70354 アクセルのランブル・メイカー（AXLS RUMBLE MAKER）
- 70355 アーロンのロッククライマー（AARON'S ROCK CLIMBER）
- 70356 破壊兵器ストーン コロッサス（THE STONE COLOSSUS OF ULTIMATE DESTRUCTI）
- 70357 ナイトン城（KNIGHTON CASTLE）
- 70358 アーロンのロックスライザー （Aaron's Stone Destroyer）
- 70359 ランスのロボホース vs グリムロック （Lance vs. Lightning）
- 70361 メイシーのネックス・ウイング（MACY'S BOT DROP DRAGON）
- 70362 バトルスーツ クレイ （Battle Suit Clay）
- 70363 バトルスーツ メイシー （Battle Suit Macy）
- 70364 バトルスーツ アーロン （Battle Suit Aaron）
- 70365 バトルスーツ アクセル （Battle Suit Axl）
- 70366 バトルスーツ ランス （Battle Suit Lance）
- 70372 コンボネックスパワーパック シリーズ1（COMBO NEXO POWERS WAVE 1）
- 70373 コンボネックスパワーパック シリーズ2（COMBO NEXO POWERS）

- 72001 ランスのホバー・ジャスター（LANCE HOVER JOUSTER）Amazon限定
- 72002 ツインフェクター（TWINFECTOR）Amazon限定
- 72003 ベルセルク・ボマー（BERSERKER BOMBER）Amazon限定
- 72004 クレイのデジタル魔術師（TECH WIZARD SHOWDOWN）Amazon限定
- 72005 アーロンのX-ボウ（AARON'S X-BOW）Amazon限定
- 72006 アクセルの移動武器庫（AXLS ROLLING ARSENAL）Amazon限定